# 쿠바나 항공
쿠바나 항공(스페인어: Cubana de Aviación)은 쿠바의 아바나에 본사를 두고 있는 항공사로, 허브 공항은 호세 마르티 국제공항이 있다.

## 역사
1929년에 설립했으며 당시 쿠바는 미국의 지지를 받았던 마차도 정권이 권력을 잡고 있었다. 초기에는 미국과 긴밀한 협조 속에 사업을 진행했다. 1932년에는 팬암의 자회사로 편입됐다. 1945년에 첫 정기 국제 노선으로 미국 플로리다주 마이애미에 취항했다. 1959년 피델 카스트로 정권이 들어서면서 미국과 국교가 단절된 동시에 팬아메리칸 월드 항공에서 분리했지만, 쿠바 국내의 여러 군소 항공사들을 합병하여 국영 기업으로 변화하게 되었다. 이후 소련과 우호적인 관계를 유지하며 1963년 당시 세계에서 가장 긴 항로였던 모스크바 ~ 아바나 국제선을 신설했다. 하지만 1990년대 이후 재정 부족과 새 항공기 구입에 대한 서구의 지원 부족, 미국의 금수 조치로 인해 옛 소련제 중고 여객기를 대체하지 못하고 그대로 운용했다. 2004년부터 2012년까지 새로운 러시아제 비행기를 구입하는 장기적인 혁신 계획에 들어갔다.

## 운항 노선
- 2012년 8월 기준으로 쿠바나 항공은 다음과 같은 노선을 운항하고 있다.

### 코드쉐어 협정
- 쿠바나 항공은 다음과 같은 항공사와 코드쉐어 협정을 체결하고 있다.
- 라크사 항공
- 블루 파노라마 항공
- 아에로플로트 (스카이팀)
- 에어 유로파 (스카이팀)
- 에어 카라이브
- 콘비아사 항공

## 보유 기종
- 2019년 8월 기준으로 쿠바나 항공은 다음과 같은 기종을 보유하고 있으며 평균 기령은 6.7년이다.[1][2][3][4][5]

## 사건 및 사고
- 쿠바나 항공 972편 추락 사고

## 사진

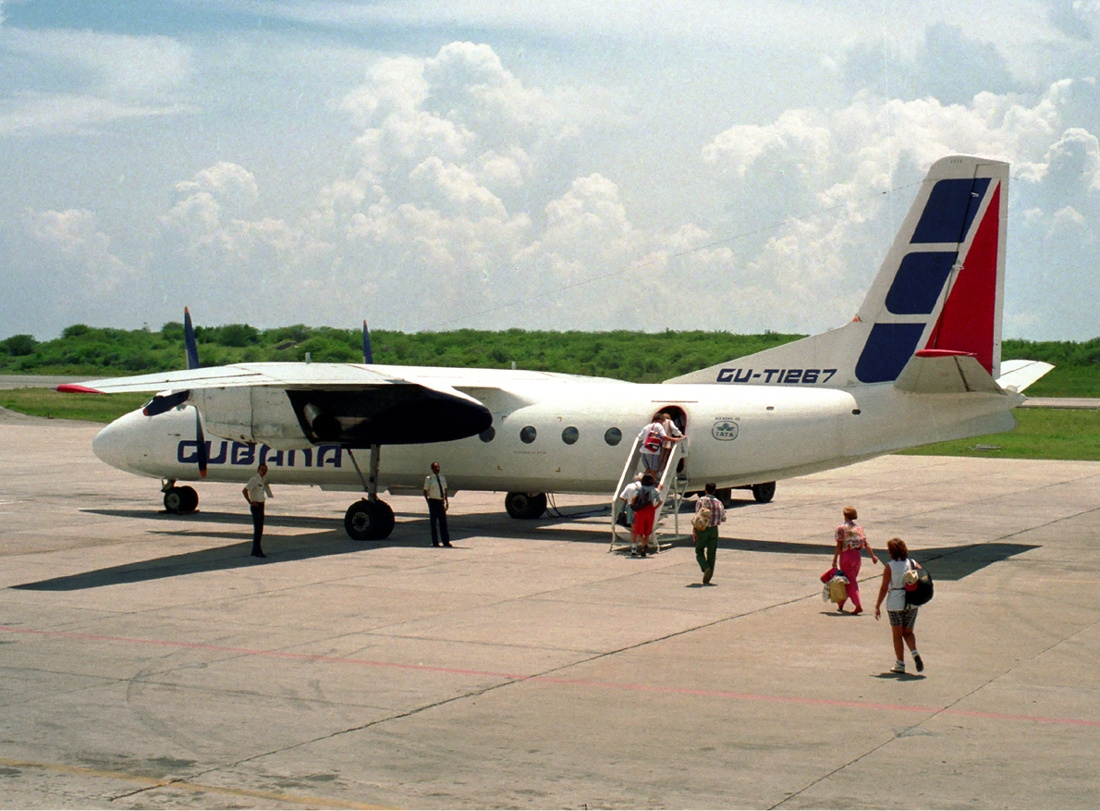
쿠바 항공의 안토노프 An-24RV
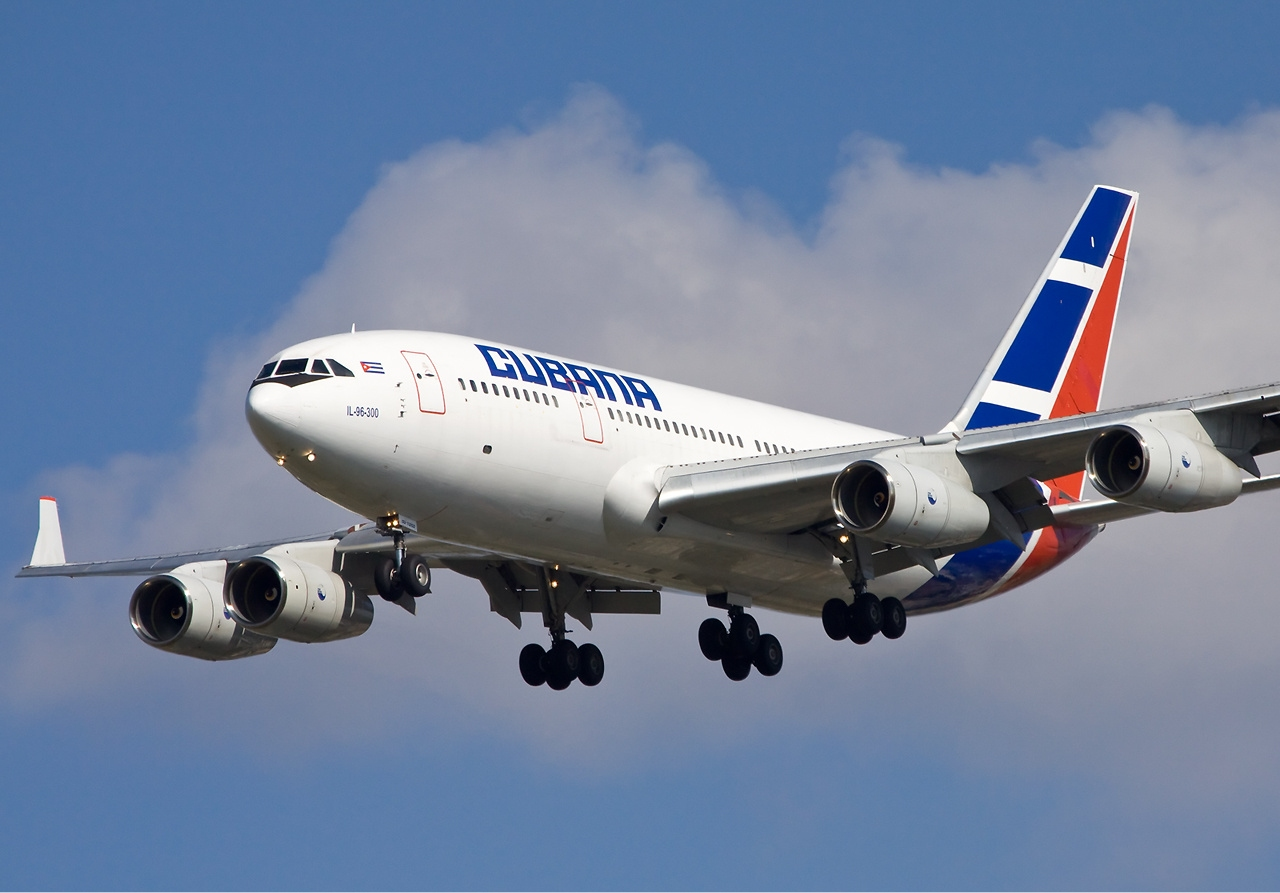
쿠바 항공의 일류신 Il-96-300
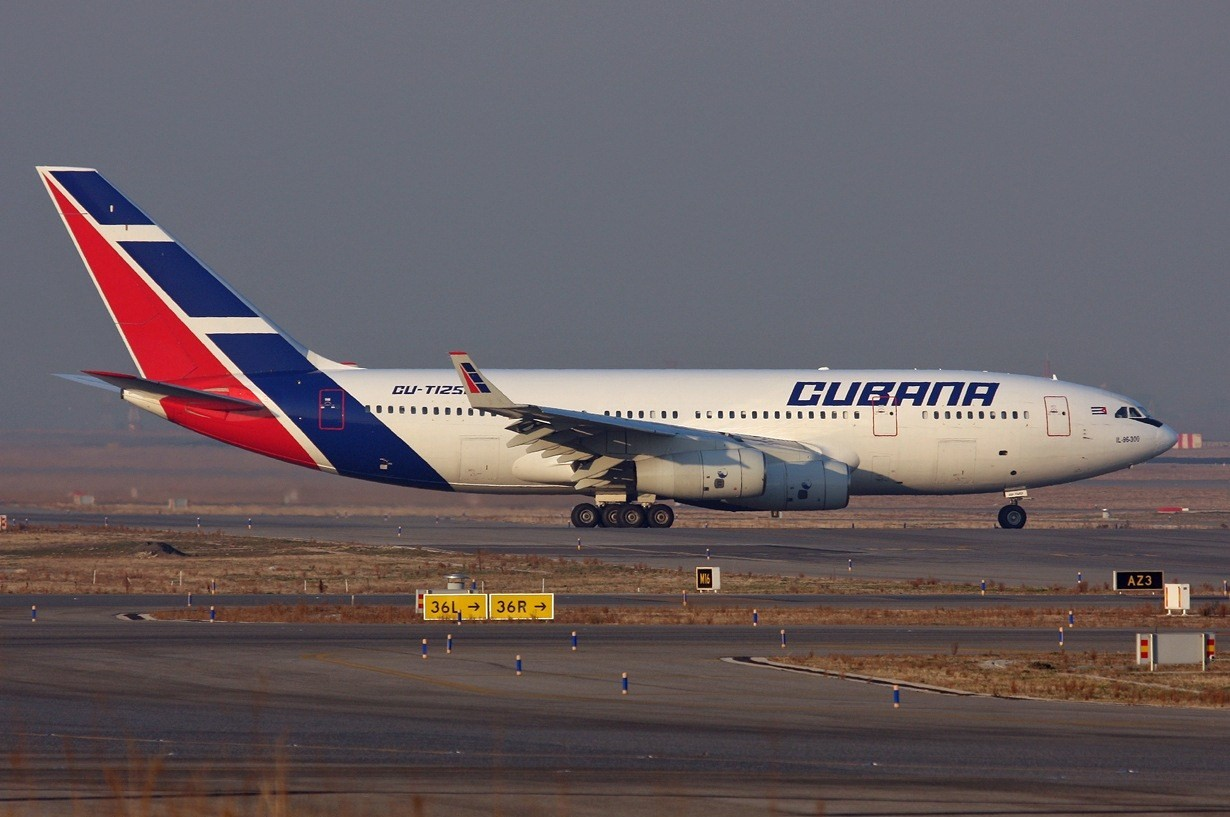
쿠바 항공의 일류신 Il-96-300
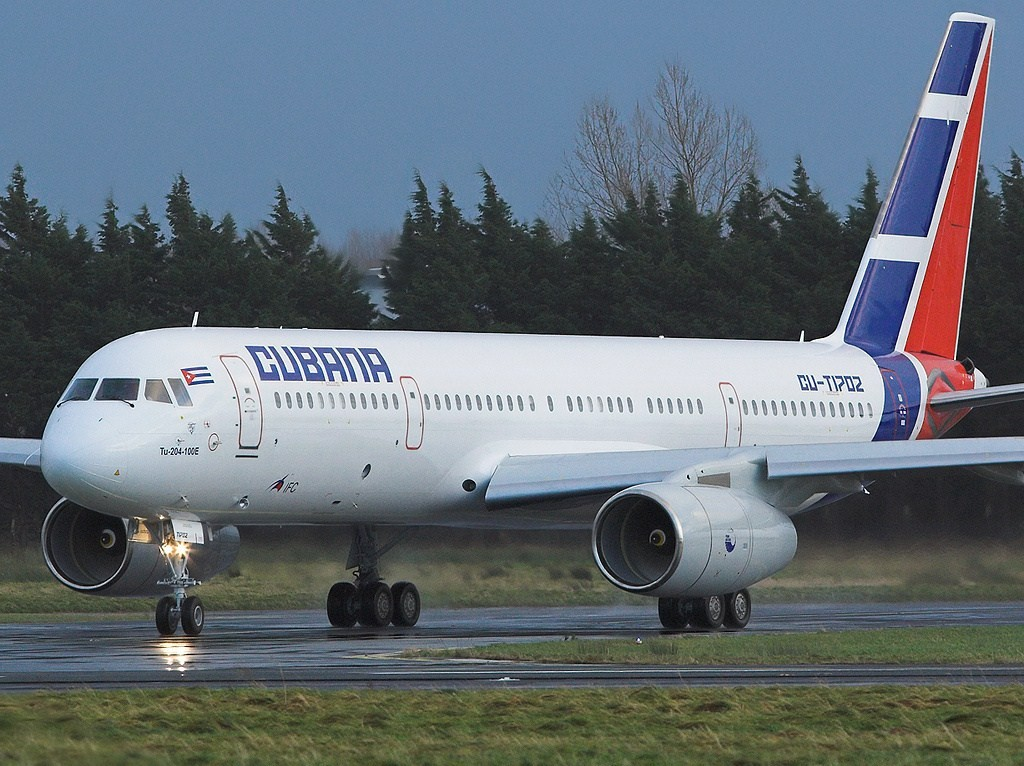
쿠바 항공의 투폴레프 Tu-204-100E
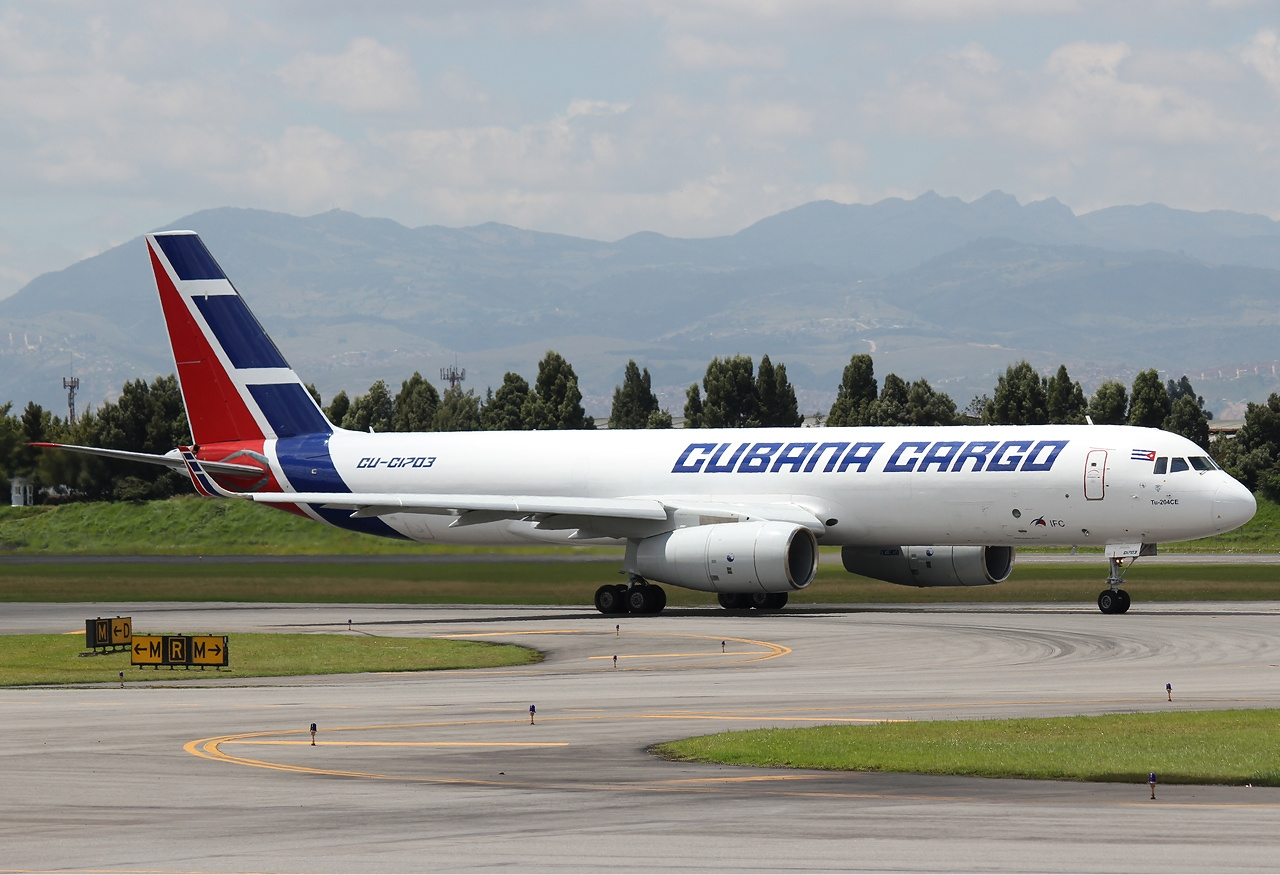
쿠바 항공의 투폴레프 Tu-204-100EC

## 같이 보기
- 쿠바의 항공사 목록